# Pandemia de COVID-19 em Uganda
Este artigo documenta os impactos da pandemia de coronavírus de 2020 em Uganda e pode não incluir todas as principais respostas e medidas contemporâneas.

## Linha do tempo

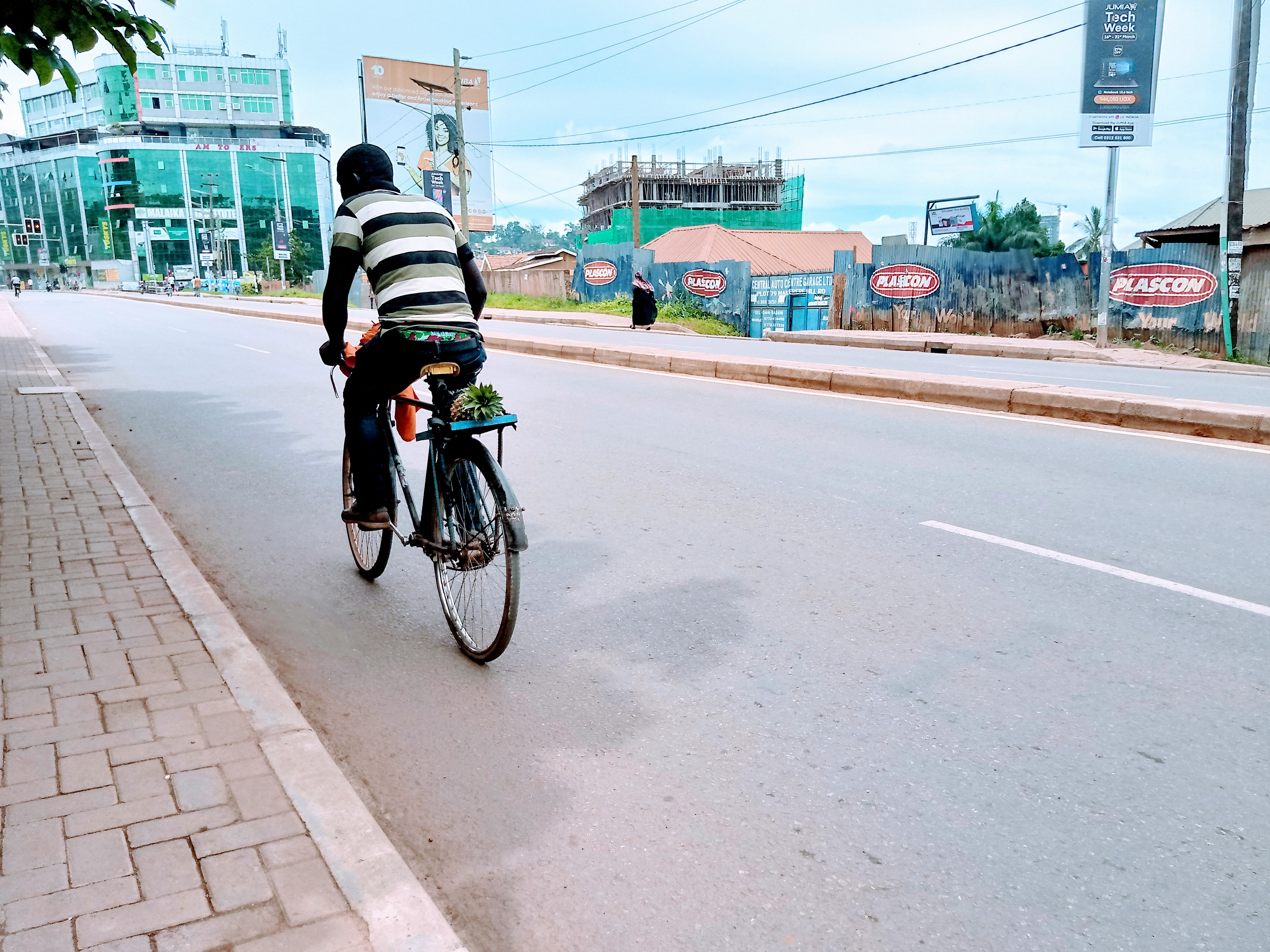
Rua deserta (15 de abril de 2020)

Em 20 de março, o primeiro caso de COVID-19 em Uganda foi confirmado, tratando-se de um homem de 36 anos de idade que havia viajado a negócios para Dubai em 17 de março de 2020. Ao retornar ao país, por volta de 2 horas da manhã, a bordo das companhias aéreas etíopes, sua temperatura era de 38,7. A equipe de saúde do aeroporto pediu o isolamento do indivíduo.
Como medida profilática, em 18 de março, o presidente do país, Yoweri Museveni, proibiu todas as viagens de entrada e saída por um período de 32 dias para países altamente afetados. As escolas também foram fechadas e as reuniões públicas foram banidas.